# Quixabeira
Quixabeira (Sideroxylon obtusifolium), também conhecida como quixaba,  quixaba-preta, sapotiaba, espinheiro,  coronilha, maçaranduba-da-praia ou rompe-gibão, é uma árvore de até 15 m de altura, da família das sapotáceas, nativa do Brasil, mais precisamente dos estados do Piauí e de Minas Gerais, mas também ocorre em outros estados do Nordeste brasileiro. É típica das caatingas onde ocorre em solos de textura argilo-arenosa.[carece de fontes?]
A madeira é dura; a casca tem propriedades adstringentes e tonificantes; as folhas e os frutos são forrageiros, servindo de alimento para o gado na época das secas. Sua casca tem propriedades tônicas, adstringentes e antidiabéticas. Possui espinhos fortes, folhas oblongas e cartáceas, flores aromáticas e bagas roxo-escuras, doces e comestíveis.  A casca tem propriedades anti-inflamatórias, sendo utilizada como cicatrizante através de chás ou infusões hidroalcoólicas.[carece de fontes?]

## Etimologia
Quixaba advém do vocábulo tupi qüessaba, que significa lugar de dormir, rede ou pouso. Outras variações para esse nome indígena são quiçaba, quixabá e quixá.

## História e utilização
O início do uso da quixabeira, se deu com os povos indígenas da Caatinga. Atualmente, o povo Fulni-Ô, de Pernambuco, ainda preserva tradições e conhecimentos milenares sobre o uso dessas plantas, em sua medicina.
Devido à sua grande utilização na medicina alternativa e ao corte indiscriminado na vegetação das caatingas nordestinas, a espécie está na condição de rara e necessita de incentivos para a sua reprodução e manutenção na flora brasileira.[carece de fontes?]